# Couloutre
Couloutre település Franciaországban, Nièvre megyében. Lakosainak száma 220 fő (2022. január 1.). Couloutre Ciez, Colméry, Menestreau, Menou és Perroy községekkel határos.

## Népesség
A település népességének változása:
| Lakosok száma | 215  | 210  | 191  | 190  | 189  | 192  | 206  | 220  |
|               | 2013 | 2015 | 2017 | 2018 | 2019 | 2020 | 2021 | 2022 |